# NGC 1642
NGC 1642 est une galaxie spirale située dans la constellation du Taureau. NGC 1642 a été découverte par l'astronome prussien Heinrich Louis d'Arrest en 1861.

## Caractéristiques
Sa vitesse par rapport au fond diffus cosmologique est de 4 575 ± 3 km/s, ce qui correspond à une distance de Hubble de 67,5 ± 4,7 Mpc (∼220 millions d'al).
À ce jour, une mesure non basée sur le décalage vers le rouge (redshift) donne une distance d'environ 21,300 Mpc (∼69,5 millions d'al). Cette valeur est très loin à l'extérieur des valeurs de la distance de Hubble. Notons cependant que c'est avec la valeur moyenne des mesures indépendantes, lorsqu'elles existent, que la base de données NASA/IPAC calcule le diamètre d'une galaxie.
La classe de luminosité de NGC 1642 est III et elle présente une large raie HI.

## Groupe de NGC 1762
NGC 1642 fait partie du groupe de NGC 1762 qui comprend au moins 27 galaxies, dont les galaxies IC 392, NGC 1590, NGC 1633, NGC 1691, NGC 1713, NGC 1719 et NGC 1762.